# Racer Bikes Cup
Der Racer Bikes Cup ist ein Mountainbike-Cross-Country-Serienrennen in der Schweiz. Diese europäische Veranstaltung findet seit 1994 unter wechselndem Namen mit internationalem Starterfeld statt und läuft aktuell als Proffix Swiss Bike Cup.

## Organisation

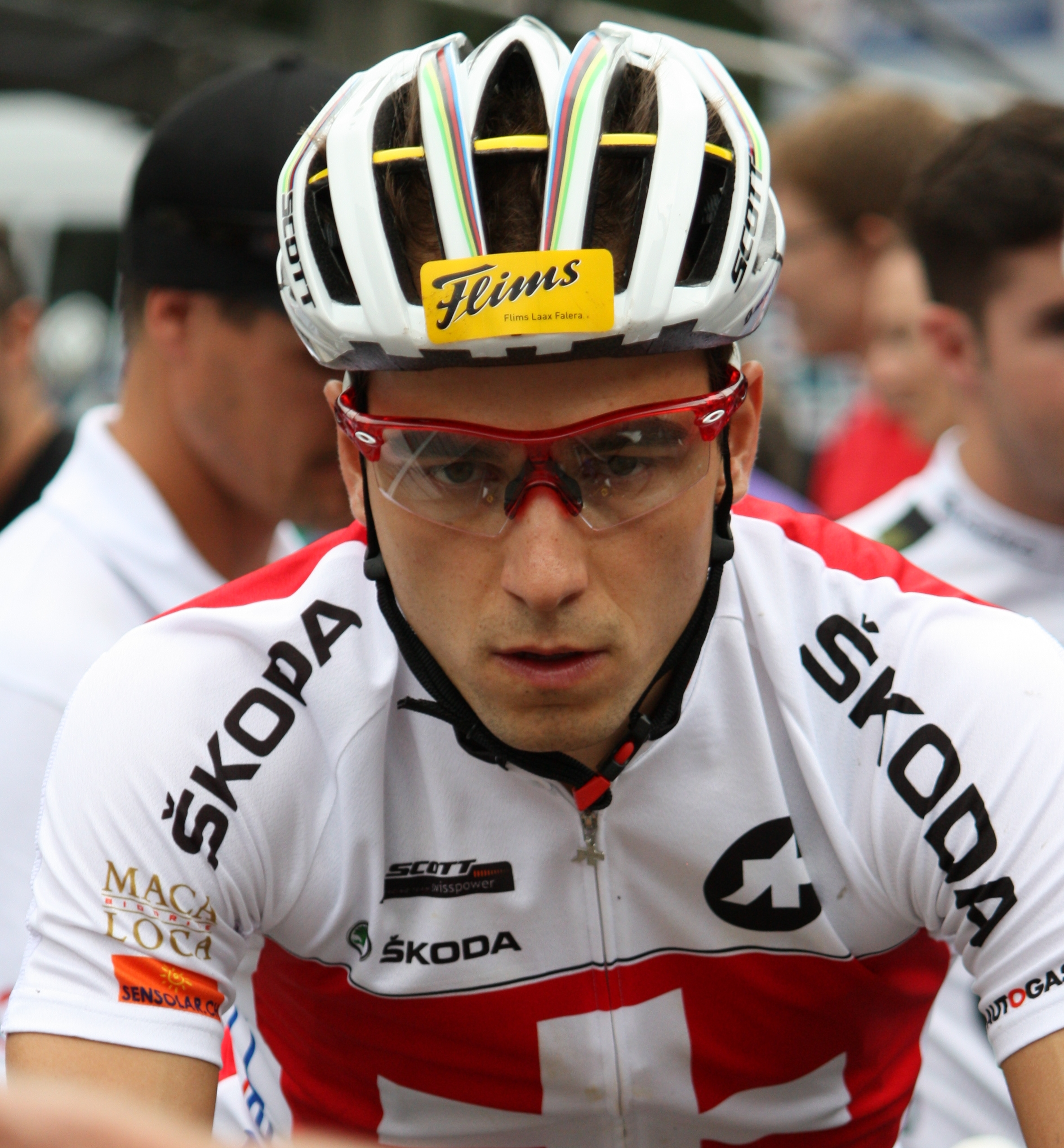
Nino Schurter, Sieger 2010

Die Veranstaltung unter dem Namen «Strom Cup» bot im Jahr 1996 Wertungen für alle Altersklassen und in den unterschiedlichsten Kategorien.
In den folgenden Jahren änderte sich der Name des Events  2003 in «Swisspower Cup» und 2009 in «Racer Bikes Cup». In den verschiedenen Jahren gab es jeweils unterschiedliche Rennanzahlen und unterschiedliche Austragungsorte.
2003 wurden neue Sprintrennen eingeführt und von 2003 bis 2008 hiess die Rennserie «Swisspower Cup».
2009 fanden die Rennen in Schaan, Tesserete, Solothurn, Gränichen, Winterthur, Engelberg, Plaffeien und Muttenz statt.
Der Racer Bikes Cup besteht insgesamt aus acht Einzelrennen, in denen in mehreren Kategorien um Platzierungen gefahren wird. Im Wettkampfsektor treten dabei in Einzel- bzw. Teamwertung die Juniorinnen, Frauen, Junioren, Herren (Elite), Amateure und Masters gegeneinander an. Als Freizeitsportler ist es möglich, in den Kategorien Fun Frauen, Fun Herren, Fun Masters und Fun Senioren sein Glück zu versuchen und auch in der Jugend gibt es diverse Unterteilungen: Soft, Cross, Rock, Mega und Hard richten sich dabei nach dem Alter, werden aber auch noch einmal zwischen Jungen und Mädchen unterschieden. Darüber hinaus werden diverse Benefizfahrten durchgeführt.
In den verschiedenen Kategorien berechnet sich auch die Gesamtwertung auf unterschiedliche Art und Weise: In der Jugend werden die fünf besten Ergebnisse aus den ersten sieben Rennen zum Finallauf addiert. In den Fun-Klassen zählen die besten vier Ergebnisse mit dem Finallauf und für die Lizenzfahrer gilt das gleiche System mit Ausnahme eines Laufs in der Saison, an dem die Schweizer Meisterschaft stattfindet. Dieser fällt aus der Wertung heraus.
2017 gab es unter neuem Titelsponsor als «Proffix Swiss Bike Cup» sieben Einzelrennen in Rivera, Sölden (Österreich), Solothurn, Gränichen, Andermatt, Basel und Lugano.
2018 geht die Rennserie über acht Veranstaltungen in Monte Tamaro, Schaan (Liechtenstein), Solothurn, Gränichen, Andermatt, Villars-sur-Ollon, Basel und Lugano.

## Sieger
| Jahr | Veranstaltungen | Frauen             | Männer           |
| ---- | --------------- | ------------------ | ---------------- |
| 2018 | 8 Einzelrennen  |                    |                  |
| 2017 | 7 Einzelrennen  |                    |                  |
| 2016 | 6 Einzelrennen  |                    |                  |
| 2010 |                 | Katrin Leumann -2- | Nino Schurter    |
| 2009 |                 | Katrin Leumann     | Florian Vogel    |
| 2008 | 8 Einzelrennen  | Maroussia Rusca    | Martin Gujan     |
| 2007 |                 | Sabine Spitz       | Julien Absalon   |
| 2006 |                 | Petra Henzi -2-    | Martin Gujan     |
| 2005 |                 | Katrin Leumann     | Florian Vogel    |
| 2004 |                 | Alison Sydor       | Christoph Sauser |
| 2003 |                 | Katrin Leumann     | Frederic Frech   |
| 2002 |                 | Petra Henzi        | Thomas Kalberer  |
| 2001 |                 | Daniela Gassmann   | Daniel Solèr     |
| 2000 |                 | Melanie Laeser     | Philipp Kobel    |
| 1999 |                 | Sonja Morf         | Markus Binkert   |
| 1998 | 12 Einzelrennen | Anita Steiner -2-  | Roli Gander      |
| 1997 |                 | Sara Steiner       |                  |
| 1996 |                 | Anita Steiner      | Remp Thür        |